# Prix Liliane-Bettencourt pour l'intelligence de la main
Le prix Liliane-Bettencourt pour l'intelligence de la main est attribué par la fondation Bettencourt-Schueller depuis 1999,,. Il récompense les professionnels des métiers d'art en France et comprend trois catégories : talents d'exception (maîtrise d'une technique) ; dialogue (collaboration entre un artisan d'art et un designer) ; parcours (contribution au secteur des métiers d'art en France).

## Désignation des lauréats
Le concours est ouvert aux professionnels français ou étrangers exerçant un métier d'art. Ils doivent résider et exercer leur activité en France depuis plus de cinq ans. 
Seules les récompenses « talents d'exception » et « dialogue » font l'objet d'un appel à candidature. Un comité d'expert effectue ensuite une présélection parmi les candidatures éligibles. Cette présélection est enfin soumise à un jury qui désigne les lauréats. L'identité des lauréats est révélée lors d'une cérémonie de remise de prix. 
Le jury du « prix Liliane-Bettencourt pour l'intelligence de la main » est présidé par Jean de Loisy, directeur des Beaux-Arts de Paris.
Chacun des lauréats bénéficie d'une dotation et d'un accompagnement financier.

## Historique
- 1999 : création du prix Liliane-Bettencourt pour l'intelligence de la main.
- 2014 : création de la récompense « parcours »[9].
- 2019 : exposition « L'esprit commence et finit au bout des doigts » au palais de Tokyo[10].

## Lauréats
| Année | Lauréats |
| ----- | --- |
| 2023  | - Pascal Oudet - Aurélia Leblanc et Lucile Viaud - Lainamac |
| 2020  | - Fanny Boucher - Nicolas Pinon et Dimitry Hlinka - Make ICI |
| 2019  | - Jeremy Maxwell Wintrebert - André Fontes, Guillaume Lehoux, Ludwig Vogelgesang - Institut de formation et de recherche pour les artisanats des métaux (IFRAM)                                                                                             |
| 2018  | - Julien Vermeulen - Mona Oren, Jérôme Malbrel, Lionel Bourcelot - Cité internationale de la tapisserie Aubusson |
| 2017  | - Steven Leprizé - David de Gourcuff - Aki et Arnaud Cooren - Maison de l’Outil et de la Pensée Ouvrière (Mopo) |
| 2016  | - Didier Mutel - Pierre-Alain Parot - Véronique Ellena - Label dentelle de Calais-Caudry |
| 2015  | - Christian Bessigneul - Laurent Nogues - Nicolas Marischael - Felipe Ribon - Association ouvrière des Compagnons du devoir et du Tour de France |
| 2014  | - Nathanaël Le Berre - Gérard Borde et Marc Aurel - Centre international d'art verrier de Meisenthal - CIAV |
| 2013  | - Mylinh Nguyen - Frédéric Richard, Emmanuel Joussot et Éric Benqué |
| 2012  | - Wayne Fischer - Bernadette Nguyen, Maurice Barnabé, Jean-Paul Mahé et Robert Stadler |
| 2011  | - Jean-Noël Buatois - Séverine Dufust, Zélie Rouby, Jean Dufour, Raelyn Larson, Quentin Marais, Dominique Pouchain, Guillaume Bardet |
| 2010  | - Julian Schwarz - Claude Aïello et Mathieu Lehanneur |
| 2009  | - Nelly Saunier - Loïc Nébréda - Kristin McKirdy - Isabelle Guédon - Benjamin Caron - Gladys Liez - Éric Leblanc - Françoise Fabre - Jean-Marc Lavaur - François-Xavier Richard - Aurélie Lanoiselée                                                        |
| 2008  | - Emmanuelle Dupont - Marie-Hélène Guelton - Alice Heit |
| 2007  | - Ludovic Avenel - Alain Guéroult |
| 2006  | - Roland Daraspe - Cathy Chotard |
| 2005  | - Bernard Solon - Charles Bennica - Pierre Christel - Dominique Folliot - Jacques Dieudonné - Christian Moretti |
| 2004  | - Dominique Demongivert - Stella Cheng - Patrice Buia - Nicolas Clerget - Cyril Mayance - Bertrand Pellé - Guillaume Boisanfray - Régis Deltour - Julien Debraux                                                                                            |
| 2003  | - Florent Rousseau - Jean Strazzeri |
| 2002  | - Pierre Bayle - Robert Deblander - Haguiko |
| 2001  | - Bernard Dejonghe - Antoine Leperlier - Janine Jacquot-Perrin - Ghislène Jolivet - Pascale Riberolles - William Vélasquez - Kim Yeun Kyung - Udo Zembok |
| 2000  | - Geoffroy et Armande de Bazelaire - Philippe Bodart - Christopher Clarke - Grégoire Damico - Pierre Hulot - Jean-Claude Kervroedan - Roger Ménétrier - Jean-Jacques Pagès - Alain Taral - Groupe Xylos : Martin Spreng, Francis Ballu et Rémi Colmet Daâge |